# Булиману (Олт)
Булиману (рум. Bulimanu) насеље је у Румунији у округу Олт у општини Витомирешти. Oпштина се налази на надморској висини од 418 m.

## Становништво
Према подацима из 2002. године у насељу је живело 347 становника, од којих су сви румунске националности.